# راشيل بيل
راشيل بيل (بالإنجليزية: Rachel Bell)‏ هي ممثلة بريطانية، ولدت في 1950 في نيوكاسل أبون تاين في المملكة المتحدة.

## وصلات خارجية
- راشيل بيل على موقع IMDb (الإنجليزية)
- راشيل بيل على موقع ألو سيني (الفرنسية)
- راشيل بيل على موقع ميوزك برينز (الإنجليزية)
- راشيل بيل على موقع أول موفي (الإنجليزية)
- راشيل بيل على موقع قاعدة بيانات الفيلم (الإنجليزية)
- راشيل بيل على موقع كينوبويسك (الروسية)